# Afrogamasellus squamosus
Afrogamasellus squamosus är en spindeldjursart som beskrevs av Wolfgang Karg 1977. Afrogamasellus squamosus ingår i släktet Afrogamasellus och familjen Rhodacaridae. Inga underarter finns listade i Catalogue of Life.